# Apogonia kamerunica
Apogonia kamerunica är en skalbaggsart som beskrevs av Moser 1917. Apogonia kamerunica ingår i släktet Apogonia och familjen Melolonthidae. Inga underarter finns listade i Catalogue of Life.